# Axon
La Axon (in passato TASER International, Inc.) è un'azienda americana di produzione e distribuzione negli Stati Uniti di pistole Taser con sede a Scottsdale (Arizona).